# Sütő Lajos (zenész)
Sütő Lajos magyar rockzenész, basszusgitáros.

## Pályafutása
C.A.F.B. együttes tagja, aki a leghosszabb ideje tartozik megszakítás nélkül a csapathoz. Szakácsi Gábor helyett – miután ő befejezte zenekarbeli tevékenységét – Sütő Lajos és Urbán László vették át az irányító szerepet. Sütő sikerrel járult hozzá a zenekar munkásságának folytatásához és segített talpra állítani az 1999 végére sok problémával szembesülő együttest, az alapító Egyesült Államokba való távozása után. Az ő nevéhez fűződik a később széles körben közkedveltté vált „Nő vagy csak nő” című dal átírása az 1997-es Zanza című nagylemezre. Sütő szerzeményei közé tartoznak olyan, a C.A.F.B. munkáját meghatározó szerzemények, mint a  „Budapest”, „Lator”, vagy az „Édes élet motel”.

## A C.A.F.B. előtti időszak
Sütő, Urbán Lászlóval együtt, a „punk körökben”, az 1990-es évek közepén közkedvelt Fixa Idea nevű formációban dolgozott, mint basszusgitáros. Mindkét, a zenekar által rögzített és kiadott nagylemezen a basszusgitáros teendői mellett igen nagy részt vállalt a háttérvokálok munkálataiban. Kisebb sikerek után, a Fixa Idea 1996 nyarán egy országos turnéra indult, a C.A.F.B. és a Forcas (ma Mom's Favorite) nevű együttesekkel, amelyet követően Sütő (Urbán Lászlóval együtt) távozott a csapat soraiból. Rövid időn belül csatlakozott a C.A.F.B. zenekarhoz, ahol az 1997-es esztendőt követően széles körben is ismertté vált.

## 1996 után
Sütő a C.A.F.B. egyik motorjává vált rövid időn belül. Szakácsi Gábor mellett igen nagy részt vállalt a frontemberi szerepből és zenei munkássága később hozzájárult a C.A.F.B. sikereihez.
1999-ben, Szakácsi távozása után a C.A.F.B. énekesévé vált, és a basszusgitárt gitárra cserélte, ezzel helyet adva egy új tagnak, Lukács Zsolt személyében. 

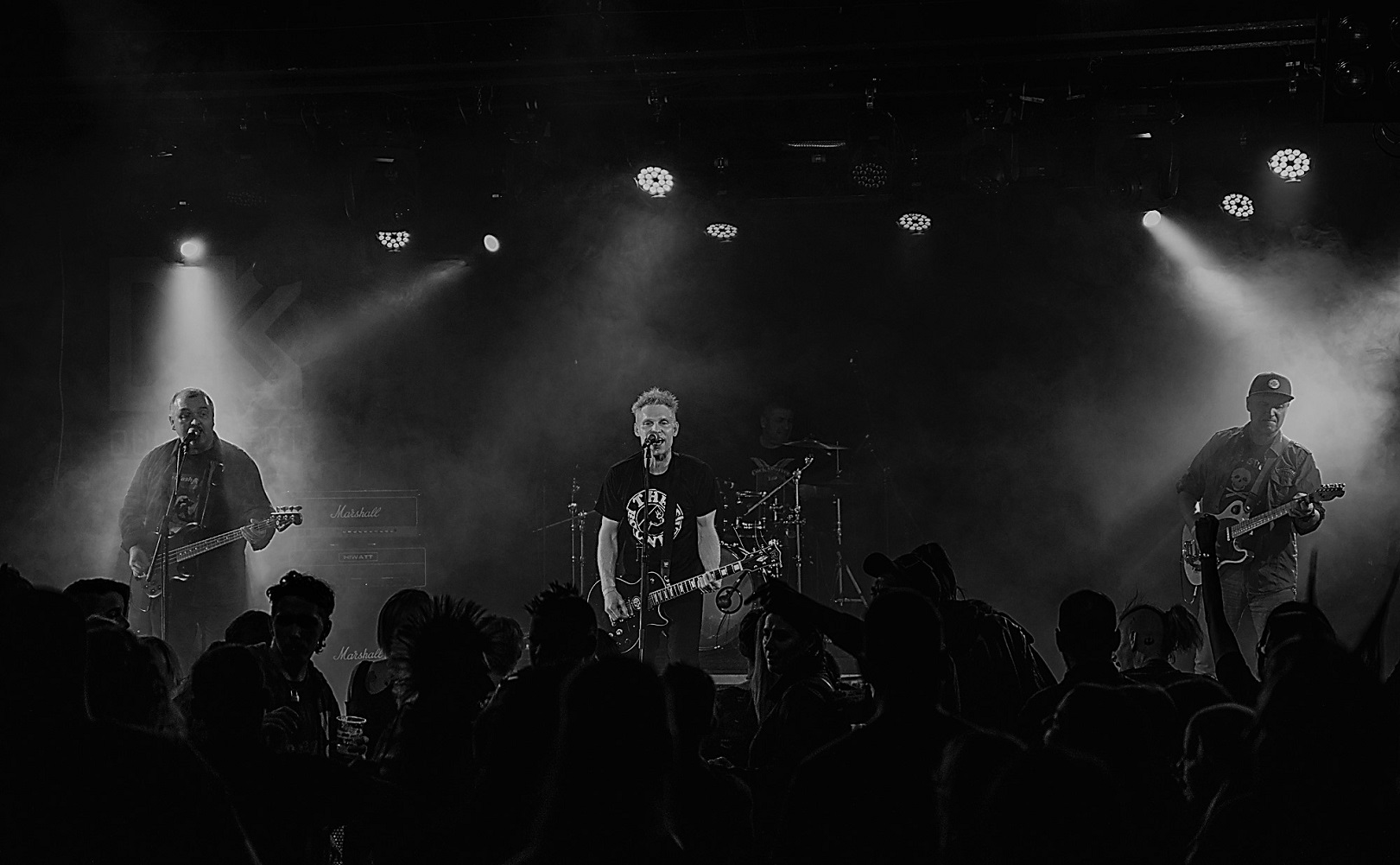
A C.A.F.B. a Dürer kertben. (2019)

## A "Sokol-403" időszak
Sütő (és Urbán László) megalapították a Sokol-403 nevű együttest, az ugyancsak közkedvelt, a punk egy poposabb formáját játszó M.Á.K. tagjaival (Orosz Iván és Lencsés Balázs, a Hamlet rockopera szerzője, majd később Kretens együttes tagja.) E zenekar munkája nem befolyásolta sem a M.Á.K., sem a C.A.F.B. tevékenységet, és független kezdeményezésként régi magyar slagereket dolgozott fel punk rock formában.

## Sütő Lajos diszkográfia
- Csak lövök – Fixa Idea (1993)
- Rögeszmék kora – Fixa idea (1996)
- Zanza – C.A.F.B. (1997)
- Klubbang! – C.A.F.B. (1998)
- Minden-ható – C.A.F.B. (1999) es (2001 extra bővített kiadás)
- Subkontakt – C.A.F.B. (2001)
- Naiv? – C.A.F.B. (2004)
- Start (Demo) – Sokol-403 (2004)
- Szennyhullám – C.A.F.B. (2009)
- Egység kétség háromság – C.A.F.B. (2011)
- EP'17 – C.A.F.B. (2017)
- C.A.F.B. – C.A.F.B. (2017)

### Videóklipek
- Engedj be! (1997)
- Álomgyár (1999)
- Lator (2001)
- Kövér nő (2001)

## Linkek
- Hivatalos C.A.F.B. oldal
- Sokol-403 hivatalos oldal
- Sokol-403 Facebook
- Sütő Lajos a Rockinform magazin oldalain a C.A.F.B. együttessel (Nyomtatott média 2001)
- M.Á.K oldal információkkal
- Sokol-403 (Start album)[halott link]
- Egy C.A.F.B. lap, információkkal
- Egy Sütő Lajosról szóló lap
- Információk Sütővel kapcsolatban
- Információk találhatók Sütő Lajosról
- Allmusic, C.A.F.B. Archiválva 2012. augusztus 11-i dátummal a Wayback Machine-ben